# Bahawalpur
Bahawalpur là một thành phố thuộc Punjab, Pakistan. Thành phố có dân số ước tính năm 2010 là 543.929 người. Đây là thành phố lớn thứ 12 quốc gia này.